# Comentários da Semana

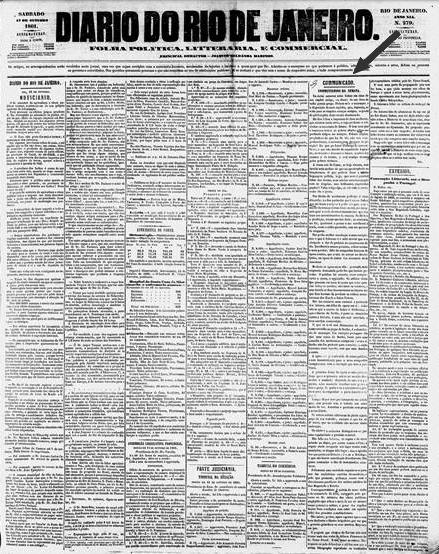
Coluna "Comentários da Semana" inaugural, de Machado de Assis, no jornal Diário do Rio de Janeiro de 12/10/1861 (seta)

Comentários da Semana foi uma crônica de assuntos gerais que o escritor Machado de Assis publicou na seção Comunicado do jornal Diário do Rio de Janeiro, de 12 de outubro de 1861 a 5 de maio de 1862. Até 11/12/1861, utilizou o pseudônimo Gil, e dali por diante, as iniciais M.A. Foi a primeira coluna de crônicas de atualidades (política, cultura, variedades) escrita por Machado de Assis, que durante praticamente toda a carreira contribuiu com esse tipo de texto para a imprensa brasileira, às vezes ocupando o chamado "folhetim", no rodapé da primeira página do jornal. 
As vinte crônicas da série foram reunidas pela primeira vez num único livro em 2008 por Lúcia Granja e Jefferson Cano. Na Introdução do livro, escrevem os organizadores: “Não será necessário demonstrarmos aqui a importância de editar essas primeiras crônicas; a envergadura de seu autor já é razão suficiente para a edição de todos os seus textos. Mas, caso fosse necessário justificar, não seria difícil, e cremos, nosso leitor concordará com isso ao surpreender-se com a pena afiada, ousada e precisa do jovem Machado, traçando linhas de um vivo interesse histórico e retórico.”

## Trechos de crônicas
Dizem que somos colônia da Inglaterra; não sei se somos, mas é preciso provar que não. (10/11/1861)
Eu quisera uma nação, onde a organização política e administrativa parasse nas mãos do sexo amável, onde, desde a chave dos poderes até o último lugar de amanuense, tudo fosse ocupado por essa formosa metade da humanidade. O sistema político seria eletivo. A beleza e o espírito seriam as qualidades requeridas para os altos cargos do Estado, e aos homens competiria exclusivamente o direito de votar. (21/11/1861)
O país real, esse é bom, revela os melhores instintos; mas o país oficial, esse é caricato e burlesco. A sátira de Swift nas suas engenhosas viagens cabe-nos perfeitamente. No que respeita à política nada temos a invejar ao reino de Liliput.  (29/12/1861)
Devo despedir-me dos leitores até para o ano. O de 1861 está a retirar-se, e o de 1862 bate à porta. Como todo ano novo, este antolha-se rico de esperanças, com uma cornucópia inesgotável de felicidades. Como todo o ano velho, o de 1861 desaparece coberto de maldições. (29/12/1861)
Causa tédio ver como se caluniam os caracteres, como se deturpam as opiniões, como se invertem as ideias a favor de interesses transitórios e materiais, e da exclusão de toda a opinião que não comunga com a dominante. (22/2/1862)
[O] nosso movimento literário é dos mais insignificantes possíveis. Poucos livros se publicam e ainda menos se leem. Aprecia-se muito a leitura superficial e palhenta, do mal travado e bem acidentado romance, mas não passa daí o pecúlio literário do povo. (24/3/1862)